# Béchir Ben Slama
Pour les articles homonymes, voir Ben Slama.
Béchir Ben Slama (arabe : بشير بن سلامة), né le 14 octobre 1931 au Bardo et mort le 26 février 2023, est un écrivain et homme politique tunisien.

## Biographie

### Jeunesse
Fils d'un officier de la garde beylicale, Béchir Ben Slama suit ses études primaires et secondaires au Collège Sadiki à Tunis. Il entre à l'Institut des hautes études de Tunis (ar) avant de rejoindre en 1956 l'École normale supérieure, où il étudie les lettres et la langue arabes ainsi que la littérature française.
Il enseigne pendant quelques années au Collège Alaoui puis à l'École normale d'instituteurs (Tunis). Il quitte l'enseignement en 1963 pour se consacrer aux activités politiques et culturelles.

### Activités culturelles
Dès octobre 1955, Béchir Ben Slama collabore à la revue Al Fikr (ar), fondée par Mohamed Mzali, en tant que rédacteur en chef et ce jusqu'à la cessation de sa parution en juillet 1986. Il est également rédacteur en chef de la revue Ach Chabab (La Jeunesse), organe de l'Union de la jeunesse tunisienne, de 1963 à 1965. Ben Slama est également l'un des fondateurs de l'Union des écrivains tunisiens, où il exerce la fonction de trésorier puis de secrétaire général de 1970 à 1981.
Entre 1964 et 1968, il est chef de cabinet du directeur général de la Radiodiffusion-télévision tunisienne.

### Activités politiques

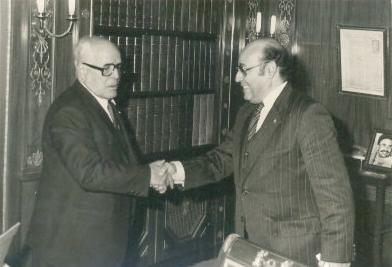
Béchir Ben Slama (à droite) et le président Habib Bourguiba le 8 décembre 1982.

Élu à la Chambre des députés en 1969, Béchir Ben Slama y reste durant trois mandats successifs de cinq ans. Membre du bureau politique du Parti socialiste destourien en 1980, il est nommé chargé de mission au cabinet du Premier ministre Mohamed Mzali pendant quelques mois.
Le 2 janvier 1981, il est nommé ministre des Affaires culturelles. Durant son mandat, plusieurs institutions sont créées, notamment l'Académie tunisienne des sciences, des lettres et des arts et le Théâtre national tunisien. En 1983, il a l'idée de créer une taxe spéciale sur les boissons alcoolisées pour le financement de la production des œuvres littéraires. Il est à l'origine de la création de la Foire internationale du livre de Tunis (ar). Le 12 mai 1986, il quitte le ministère juste avant la destitution de Mzali.

### Vie privée
Béchir Ben Slama a épousé en 1965 Mounira Ben Youssef, fille d'un enseignant de Mahdia, Mohamed Ben Youssef. Il a trois enfants, dont l'un meurt à la suite d'un accident de la route à l'âge de quinze ans.

### Mort
Mort dans la nuit du 26 février 2023, Béchir Ben Slama est enterré le lendemain au cimetière du Djellaz.

## Décorations
- Commandeur de l'Ordre tunisien de l'Indépendance[4] ;
- Grand-officier de l'Ordre de la République tunisienne[4]  ;
- Grand-officier de l'Ordre national du Mérite (Tunisie)[5] ;
- Grand-officier de l'Ordre de la République (Égypte)[4] ;
- Grand-officier de l'Ordre national du Mérite (France)[4].

## Publications

### Arabe
- La Langue arabe et les problèmes de l'écriture, Tunis, Maison tunisienne de l'édition, 1970.
- La Personnalité tunisienne, caractéristiques et fondements, Tunis, Établissements Ben Abdallah, 1974.
- Les Éphémères, tétralogie : 
  - Aïcha, à compte d'auteur, 1982.
  - Adel, Tunis, Établissements Ben Abdallah, 1991.
  - Ali, Le Caire, Organisme égyptien du livre, 1995.
  - Naceur, Sousse, Maison d'édition et de diffusion Maârif, 1998.
- Le Révolté, Tunis, Atlas Éditions, 2008.

### Traductions
- Charles-André Julien (trad. Béchir Ben Slama et Mohamed Mzali), Histoire de l'Afrique du Nord, Tunis, Maison tunisienne de l'édition, 1968 (tome I) et 1979 (tome II).
- Charles-André Julien (trad. Béchir Ben Slama et Mohamed Mzali), Colons français et jeunes Tunisiens, Tunis, Maison tunisienne de l'édition, 1972.